# Pseudoglej
Pseudoglej (grč. pseudo + rus. глей) je vrsta hidromorfna tla nepropustna horizonta i cikličnim prekomjernim vlaženjem suficitnim površinskim vodama. Pedološka je profila bez oštre podjele. Male je plodnosti i uvjetovano je periodičnim prekomjernim vlaženjem oborinskom vodom.  Umjereno je do jako kiselo zemljište i pH-vrijednosti je od 5,0-5,5. Može ga se pretvoriti u tlo s visokim i stabilnim prinosima.
Pojavljuje se u semihumidnim ili humidnim podnebljima. Forme reljefa gdje ga ima su zaravnjene i blago valovite.
Slabije je strukture. Pedološka je profila A-Ig-IIg-C i A-Eg-Bg-C. Matični supstrat pseudogleju su pleistocenske ilovine, gline, glinoviti sedimenti. Nastaje iz lesiviranog tla gdje u mokroj fazi zbog nedostatka kisika zbivaju se redukcijski kemijski procesi.  Smjena suhog i vlažnog (mokrog) razdoblja karakteristika je procesa pseudooglejavanja kojim nastaje.  Zbiva se na ravnim i blago nagnutim terenima utječe na nastanak pseudogleja, što uvjetuje smjenu redukcijsko-oksidacijskih procesa i mramorirani izgled profila, u kojem su naizmjence sivo-reducirano s crvenim-oksidiranim mineralima te konkrecije željeza i mangana. Posljedica je što viševalentni spojevi željeza i mangana prelaze u dvovalentni oblik te postaju topljivi zbog čega se u pseudogleju pojavljuju izblijeđene zone. Kad uslijedi suho razdoblje, oksidacijski procesi prevladavaju te reducirani spojevi željeza i mangana prelaze u viševalentni oblik. U tlu se to iskazuje kao crvenkasti oblik, izgleda kako hrđe, mrlje, mazotine, konkrecije i ti naizmjenični procesi profilu daju mramorirani izgled.
U Hrvatskoj je pseudoglej najrasprostranjeniji u središnjoj Hrvatskoj na pleistocenskim ilovačama, gdje ravničarski pseudoglej i obronačni pseudoglej čine oko 10% ukupne površine. U Županiji Soli u BiH pseudoglej uz distrični kambisol, smonicu i fluvisol čini poljoprivredne površine i pseudoglej zauzima najveći dio zemljišta.

## Vanjske poveznice
- World Reference Base for Soil Resources Galerija fotografija s klasifikacijom (eng.)
- IUSS - The International Union of Soil Sciences  Arhivirana inačica izvorne stranice od 30. rujna 2018. (Wayback Machine) World of Soils (eng.)